# سراسب
سراسب، روستایی است از توابع بخش بلده شهرستان نور در استان مازندران ایران.
در گذشته نچندان دور که زندگی عشایری بیشتر در میان مردم رواج داشت، ییلاق‌های جنوبی این روستا، محل کوچ تابستانی برخی عشایر ایل سنگسری بوده‌است.

## جمعیت
این روستا در دهستان شیخ فضل‌الله نوری قرار دارد و براساس سرشماری مرکز آمار ایران در سال ۱۳۸۵، جمعیت آن ۷۳ نفر (۲۱خانوار) بوده‌است.